# WDF World Darts Championship
Het WDF World Darts Championship is een wereldkampioenschap darts dat vanaf april 2022 jaarlijks door de World Darts Federation (WDF) wordt georganiseerd. De WDF, dat sinds 1977 reeds de WDF World Cup organiseert, maakte in september 2020 plannen om een eigen World Darts Championship te organiseren, nadat op 10 september 2020 na zevenenveertig jaar het doek viel voor de British Darts Organisation (BDO) en dus ook voor het BDO World Darts Championship. De editie van 2022 werd van 2 tot en met 10 april 2022 gehouden in het Lakeside Leisure Complex te Frimley Green, waar ook het BDO World Darts Championschip werd gespeeld. Oorspronkelijk zou de editie van 2022 worden gehouden van 1 tot en met 9 januari 2022, maar werd door de coronapandemie verschoven. Vanaf 2023 wordt het toernooi niet meer begin januari, maar begin december gespeeld.

## Finales

### Finales mannen
| Jaar | Winnaar (gemiddelde in finale) | T  | Sets  | Runner-up (gemiddelde in finale) | Sponsors                | Prijzenpot | Prijzenpot | Prijzenpot | Plaats                                  |
| Jaar | Winnaar (gemiddelde in finale) | T  | Sets  | Runner-up (gemiddelde in finale) | Sponsors                | Totaal     | Winnaar    | Runner-up  | Plaats                                  |
| ---- | ------------------------------ | -- | ----- | -------------------------------- | ----------------------- | ---------- | ---------- | ---------- | --------------------------------------- |
| 2022 | Neil Duff (87.73)              | 1e | 6 - 5 | Thibault Tricole (86.95)         | Lakeside / WDF          | £ 200.000  | £ 50.000   | £ 25.000   | Lakeside Leisure Complex, Frimley Green |
| 2023 | Andy Baetens (93.69)           | 1e | 6 - 1 | Chris Landman (86.47)            | Lakeside / WDF / Winmau | £ 170.000  | £ 50.000   | £ 20.000   | Lakeside Leisure Complex, Frimley Green |
| 2024 | Shane McGuirk (90.31)          | 1e | 6 - 3 | Paul Lim (83.76)                 | Mission Darts / L-Style | £ 146.000  | £ 50.000   | £ 16.000   | Lakeside Leisure Complex, Frimley Green |

### Finales vrouwen
| Jaar | Winnaar (gemiddelde in finale) | T  | Sets  | Runner-up (gemiddelde in finale) | Sponsors                | Prijzenpot | Prijzenpot | Prijzenpot | Plaats                                  |
| Jaar | Winnaar (gemiddelde in finale) | T  | Sets  | Runner-up (gemiddelde in finale) | Sponsors                | Totaal     | Winnaar    | Runner-up  | Plaats                                  |
| ---- | ------------------------------ | -- | ----- | -------------------------------- | ----------------------- | ---------- | ---------- | ---------- | --------------------------------------- |
| 2022 | Beau Greaves (92.05)           | 1e | 4 - 0 | Kirsty Hutchinson (72.52)        | Lakeside / WDF          | £ 87.500   | £ 25.000   | £ 12.500   | Lakeside Leisure Complex, Frimley Green |
| 2023 | Beau Greaves (84.64)           | 2e | 4 - 1 | Aileen de Graaf (77.69)          | Lakeside / WDF / Winmau | £ 75.000   | £ 25.000   | £ 10.000   | Lakeside Leisure Complex, Frimley Green |
| 2024 | Beau Greaves (83.92)           | 3e | 4 - 1 | Sophie McKinlay (73.81)          | Mission Darts / L-Style | £ 63.000   | £ 25.000   | £ 8.000    | Lakeside Leisure Complex, Frimley Green |

### Finales jongens
| Jaar | Winnaar (gemiddelde in finale) | T  | Sets  | Runner-up (gemiddelde in finale) | Sponsors                | Prijzenpot | Prijzenpot | Prijzenpot | Plaats                                  |
| Jaar | Winnaar (gemiddelde in finale) | T  | Sets  | Runner-up (gemiddelde in finale) | Sponsors                | Totaal     | Winnaar    | Runner-up  | Plaats                                  |
| ---- | ------------------------------ | -- | ----- | -------------------------------- | ----------------------- | ---------- | ---------- | ---------- | --------------------------------------- |
| 2022 | Bradly Roes (71.34)            | 1e | 3 - 1 | Charlie Large (71.56)            | Lakeside / WDF          | £ 9.500    | £ 5.000    | £ 2.500    | Lakeside Leisure Complex, Frimley Green |
| 2023 | Bradley van der Velden (69.93) | 1e | 3 - 0 | Adam Dee (66.68)                 | Lakeside / WDF / Winmau | £ 9.000    | £ 5.000    | £ 2.000    | Lakeside Leisure Complex, Frimley Green |
| 2024 | Archie Self (81.34)            | 1e | 3 - 2 | Jenson Walker (84.76)            | Mission Darts / L-Style | £ 8.500    | £ 3.000    | £ 1.500    | Lakeside Leisure Complex, Frimley Green |

### Finales meisjes
| Jaar | Winnaar (gemiddelde in finale) | T  | Sets  | Runner-up (gemiddelde in finale) | Sponsors                | Prijzenpot | Prijzenpot | Prijzenpot | Plaats                                  |
| Jaar | Winnaar (gemiddelde in finale) | T  | Sets  | Runner-up (gemiddelde in finale) | Sponsors                | Totaal     | Winnaar    | Runner-up  | Plaats                                  |
| ---- | ------------------------------ | -- | ----- | -------------------------------- | ----------------------- | ---------- | ---------- | ---------- | --------------------------------------- |
| 2022 | Eleanor Cairns (52.45)         | 1e | 2 - 0 | Wibke Riemann (52.22)            | Lakeside / WDF          | £ 3.000    | £ 2.000    | £ 1.000    | Lakeside Leisure Complex, Frimley Green |
| 2023 | Aurora Fochesato (59.43)       | 1e | 2 - 0 | Krisztina Turai (51.07)          | Lakeside / WDF / Winmau | £ 3.000    | £ 2.000    | £ 1.000    | Lakeside Leisure Complex, Frimley Green |
| 2024 | Paige Pauling (73.88)          | 1e | 2 - 0 | Sophie McKinlay (71.92)          | Mission Darts / L-Style | £ 3.500    | £ 1.500    | £ 1.000    | Lakeside Leisure Complex, Frimley Green |

World Cup Darts (WDF)

1977 · 1979 · 1981 · 1983 · 1985 · 1987 · 1989 · 1991 · 1993 · 1995 · 1997 · 1999 · 2001 · 2003 · 2005 · 2007 · 2009 · 2011 · 2013 · 2015 · 2017 · 2019 · 2021 · 2023
World Darts Championship (BDO)

1978 · 1979 · 1980 · 1981 · 1982 · 1983 · 1984 · 1985 · 1986 · 1987 · 1988 · 1989 · 1990 · 1991 · 1992 · 1993 · 1994 · 1995 · 1996 · 1997 · 1998 · 1999 · 2000 · 2001 · 2002 · 2003 · 2004 · 2005 · 2006 · 2007 · 2008 · 2009 · 2010 · 2011 · 2012 · 2013 · 2014 · 2015 · 2016 · 2017 · 2018 · 2019 · 2020
World Darts Championship (PDC)

1994 · 1995 · 1996 · 1997 · 1998 · 1999 · 2000 · 2001 · 2002 · 2003 · 2004 · 2005 · 2006 · 2007 · 2008 · 2009 · 2010 · 2011 · 2012 · 2013 · 2014 · 2015 · 2016 · 2017 · 2018 · 2019 · 2020 · 2021 · 2022 · 2023 · 2024 · 2025
World Darts Championship (WDF)

2022 · 2023 · 2024
World Seniors Darts Championship (WSDT)

2022 · 2023 · 2024 · 2025